# Михалёва, Людмила Михайловна
Людмила Михайловна Михалева (род. 23 сентября 1962 года) — российский учёный-патологоанатом, директор НИИ морфологии человека (с 2019 года), член-корреспондент РАН (2022).

## Биография
Родилась 23 сентября 1962 года.
В 1985 году — окончила 2-й лечебный факультет 1-й Московского медицинского института имени И. М. Сеченова, затем поступила в клиническую ординатуру, а затем в 1987 году, аспирантуру по специальности патологическая анатомия НИИ морфологии человека АМН СССР.
В 1991 году — защитила кандидатскую, а в 1998 году — докторскую диссертацию.
С 1991 по 1994 год работала сначала младшим, а затем старшим научным сотрудником лаборатории экологической и географической патологии НИИ морфологии человека АМН ССР, а затем руководителем сначала группой, а затем лабораторией клинической морфологии (до настоящего времени).
Одновременно в 1991 году была зачислена на кафедру патологической анатомии ФППО 1 ММА имени И. М. Сеченова, где проработала сначала в должности ассистента, а затем профессор до 2008 года.
В 2004 году — присвоено учёное звание профессора по специальности «патологическая анатомия», а в 2006 году — ученое звание академика Российской академии естествознания.
Работу в НИИ морфологии человека в качестве руководителя сначала группой, а затем лабораторией клинической морфологии сочетала с практической, являясь заведующей патологоанатомическим отделением Городской клинической больницы № 31 города Москвы.
15 февраля 2019 года — назначена директором НИИ морфологии человека.
Работает профессором на кафедре патологической анатомии РМАНПО.
В 2022 году — избрана членом-корреспондентом РАН от Отделения медицинских наук.

## Научная деятельность
Основные научные результаты:
- создано научное направление клинической морфологии с внедрением полученных научно-исследовательских результатов в практическое здравоохранение;
- разработаны алгоритмы ранней диагностики предраковых и раковых заболеваний органов пищеварения, оптимизирована диагностика раннего рака желудка и колоректального рака;
- разработана и оптимизирована клинико-морфологическая диагностика хронического эндометрита, являющегося ведущей причиной женского бесплодия.

Автор около 400 научных трудов, среди них две монографии, глава в третьей монографии, три авторских свидетельства, соавтор первого в России атласа «Патологическая анатомия COVID-19».
Под её руководством защищены 20 диссертаций, три из которых докторские.
Вице-президент Российского общества патологоанатомов и членом президиума Московского общества патологоанатомов.
С 2012 по 2014 годы — являлась главным внештатным специалистом ДЗМ по патологической анатомии, в настоящее время — главный специалист по патологической анатомии в ЗАО города Москвы.

## Награды
- Заслуженный деятель науки Российской Федерации (2022)[1]
- Почётная грамота Министерства здравоохранения Российской Федерации (2013)
- Почётная грамота Правительства города Москвы (2012) — за долгий и плодотворный труд в системе здравоохранения
- Лучший специалист-патологоанатом города Москвы в конкурсе «Формула жизни» (2012, 2017)